# グアレナス
グアレナス (Guarenas) は、ベネズエラのミランダ州にある都市で、プラサ市の市庁所在地である。カラカスの東郊外に位置する。

## 地理
コスタ山脈（カリベ山脈）の南を流れるグランデ川（グアレナス川）沿いの町である。カラカスとはロムロベタンクール自動車道で通じ、自家用車とバスによる通勤圏である。東隣にグアティレがあり、ふたつの町の市街地は融合している。

## 歴史
| 1784年の人口構成     | 1784年の人口構成 | 1784年の人口構成 |
| -------------------- | ---------------- | ---------------- |
| インディオ           | 575              | 23%              |
| 白人                 | 907              | 36%              |
| ムラート             | 273              | 11%              |
| 黒人                 | 293              | 12%              |
| 黒人とムラートの奴隷 | 484              | 19%              |
| 計                   | 2532             | 100%             |

グアレナスにはスペイン人の侵攻以前からインディオの村があった。スペイン人は、ヌエストラセニョラデコパカバナロスグアレナス (Nuestra Señora de Copacabana los Guarenas) の名で、1621年2月14日に教化村を作った。教化村とは、キリスト教を広めることを目的にインディオを住まわせる村である。公式にはこれがグアレナス創建の日とされる。
植民地時代、18世紀後半のグアレナスには、サトウキビとカカオの農園があった。独立後19世紀前半にはコーヒーが加わり、後半にはカカオが栽培されなくなった。こうした輸出向け農産物の他に、トウモロコシ、キャッサバ、インゲンマメの栽培も盛んであった。
20世紀の後半になって、カラカスの郊外都市・ベッドタウンとして人口が急激に増加し、農地より市街地の比重が大きくなった。